# 金宽镇
金宽镇（韓語：김관진，1949年8月27日—）是大韩民国前国防部部長和陸軍退役上將，出生于全罗北道。1972年陸軍官校第28期畢業，历任第2軍軍长、第三野戰軍司令官、联合参谋本部议长（總參謀長）和本部长等要职。在2006年到2008年担任聯合參謀本部议长，直到2008年退役為止，在陸軍服役達36年。已婚，夫人金延淑、育有3女。
2010年11月26日，金宽镇由韩国总统李明博任命为新一任韩国国防部部长，以接替因延坪岛炮击事件引咎辞职的前任国防部长金泰荣。2010年12月4日正式就职。
2013年3月22日韩联社报道，由于韩国防长提名人金秉宽22日上午迫于舆论压力而自行请辞，總統朴槿惠决定由现任国防部长金宽镇继续留任防长一职。這是1948年韓國國防部成立後首次留任國防部長。很多人都認爲金寬鎮是韓國軍方高層的鷹派代表人物，這也是他留任的重要原因。
2014年6月30日，金寬鎮卸下國防部長職務，並經總統朴槿惠提名為國家安保室室長，韓民求接替他成為國防部新任部長。
2017年11月，因涉嫌在前總統李明博政權时期指示韓國國軍網路司令部操纵网络舆论干预政治而被韓國檢察機關逮捕。其後獲釋。2018年3月28日被正式不拘留起訴。

## 履歷

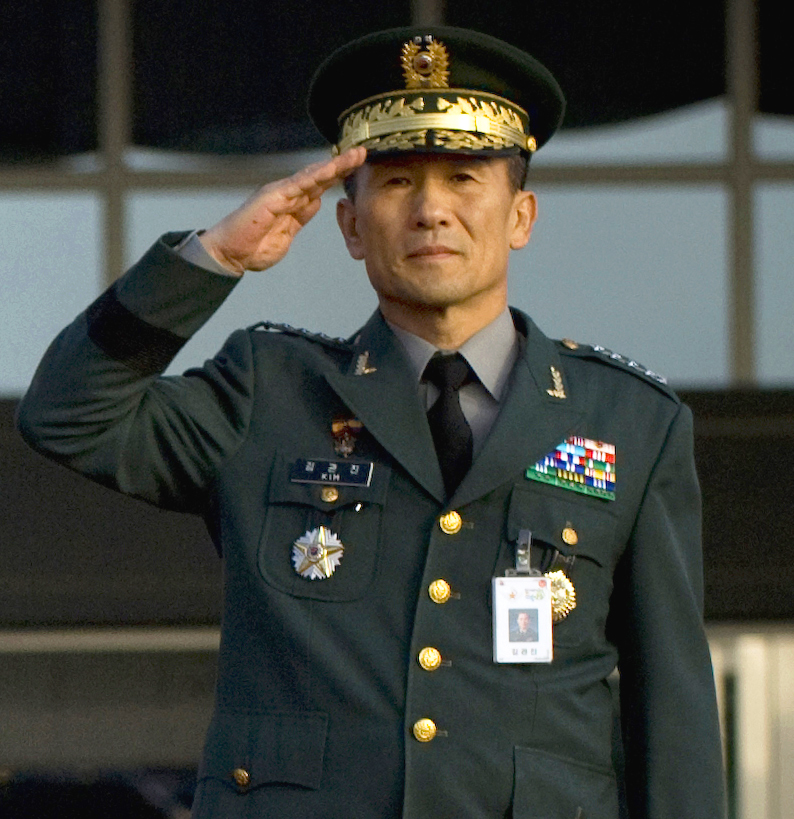
金寬鎮上將，聯合參謀本部議長任內

- 1967年：漢城高等學校畢業
- 1972年3月：陸軍官校第28期畢業
- 1983年4月：第15步兵師（朝鲜语：대한민국 15보병사단）50團2營營長
- 1990年9月：第26機械化步兵旅旅長
- 1992年3月：聯合參謀本部軍事戰略課課長
- 1993年12月：派遣至總統室
- 1996年1月：陸軍教育司令部（朝鲜语：대한민국 육군교육사령부）戰鬥開發部次長
- 1996年11月：陸軍參謀總長秘書室長
- 1998年4月：陸軍本部戰略企劃所長
- 1999年4月：第35鄉土步兵師（朝鲜语：대한민국 35향토보병사단）師長
- 2000年10月：陸軍本部企劃管理參謀部長
- 2002年10月：第2軍軍長
- 2004年5月：聯合參謀本部作戰本部部長
- 2005年4月：第三野戰軍司令官
- 2006年11月―2008年3月：第33屆聯合參謀本部議長
- 2008年4月：退役（陸軍上將）
- 2010年12月：大韓民國第43屆國防部長
- 2014年6月：大韓民國國家安保室室長

## 人物評價
“我是頭一回看到這麽可怕而又悲傷的眼睛”。這是韓國詩人金芝河對金寬鎮的印象描述。《韓國中央日報》評論稱，“可怕”是因爲他炯炯的目光，而“悲傷”則是因爲他背負著某種命運的深邃眼神。2013年3月22日，韓國總統朴槿惠提名前任防長金寬鎮留任，這是1948年韓國國防部成立後首次留任國防部長。很多人都認爲金寬鎮是韓國軍方高層的鷹派代表人物，這也是他留任的重要原因。
金寬鎮在朝鮮問題上言行異常嚴厲，甚至在韓國政府內産生了“金寬鎮效應”。韓國《朝鮮日報》報道指出，朴槿惠政府上台後，受到朝鮮譴責的韓國高官不是總統也不是國務總理，而是金寬鎮。金寬鎮留任後，朝鮮祖國和平統一委員會接連發表譴責，將金寬鎮指定爲“報複打擊的頭號對象”，接著又稱其爲“戰爭流氓”。朝鮮勞動黨中央書記金養建稱其爲“極端惡劣的對峙狂”。朝鮮電視台還播出朝鮮軍人把金寬鎮照片當成靶子進行射擊訓練的場面。金寬鎮在自己的推特上寫道：“別人都不想見我，和我在一起可能就會死掉，但我還健在，正專心執行任務。”
事實上，從2011年開始，金寬鎮外出時都會有數名武裝憲兵進行保護。在他參加外事活動前，都會對活動場所和周邊進行嚴格檢查。2013年4月23日，韓國國防部收到寄給金寬鎮的可疑包裹，經過檢測後發現內部裝有白色粉末和信函。儘管最終確認包裹內的東西無害，但此事件仍讓韓國軍方神經緊張。
《時事周刊》指出，金寬鎮還是韓國軍方中少數主張與中國發展戰略合作夥伴關係的人士。2007年，時任聯合參謀本部議長的金寬鎮與來訪的中國人民解放軍總參謀長梁光烈舉行會談，成功達成協議開通軍事直通熱線。2011年7月，金寬鎮訪問北京，並參觀了最新型殲—10戰鬥機的起降。對于構築韓美日三角同盟，金寬鎮表示：“目前還不是考慮這種同盟關係的時機，朝鮮半島在戰略上處于非常艱難的環境，我們必須智慧行事。”。

## 個人言論
據韓聯社2013年11月7日報道，韓國國防部長金寬鎮7日出席國會預算結算特別委員會非經濟部門質詢會議時，就韓國單獨與朝鮮發生戰爭的話，能否充分懲戒朝鮮的提問回答稱：“若我國（韓國）與朝鮮發生戰爭，朝鮮將最終滅亡。”
就韓朝國防能力有多少差距的提問，金寬鎮回答：“我國（韓國）的戰鬥力約爲朝鮮的80%，朝鮮的國防預算約爲1萬億韓元。據分析，若以常規武器爲准，我國地面軍戰鬥力稍弱于朝鮮，但在實際戰爭局面中，若加上美軍的援助等因素，我（韓國）軍能充分壓制住朝軍。”。